# Абас I (царь Ташир-Дзорагета)
Абас I (арм. Աբաս Ա) (? — после 1145 года) — 5-й царь Ташир-Дзорагетского царства (1089—1113) из династии Кюрикидов.

## Биография
Происходил из династии Кюрикидов, был младшим сыном царя Кюрике II. После смерти отца в 1089 году разделил Ташир-Дзорагетское царство со старшим братом Давидом II, совместно с которым пытался организовать оборону против сельджуков.
В 1111—1113 годах потерпел ряд тяжелых поражений от сельджуков, в результате чего потерял почти всю часть царства. Перенес резиденцию в крепость Тавуш, где возникло Тавушское княжество.
Наладил активное сотрудничество с Албанской церковью, всячески ее поддерживая и в то же время способствуя ее армянизации. Известно, что в 1139 году Абас I участвовал в избрании албанского католикоса Григория I.
В 1145 году потерпел поражение от Ильдегизидов, присоединившись к брату в Мацнаберде; дальнейшая судьба неизвестна..